# Elizabeth Ashley
Elizabeth Ashley (* 30. August 1939 in Ocala, Florida, als Elizabeth Ann Cole) ist eine US-amerikanische Film- und Theaterschauspielerin.

## Leben
Elizabeth Ashley graduierte an der Louisiana State University und dem Neighborhood Playhouse in New York City. Zunächst arbeitete sie als Model und Tänzerin, startete dann aber eine Karriere am Broadway und entwickelte sich zu einer bedeutenden Interpretin von Tennessee Williams auf der Bühne. Die entsprechenden Literaturverfilmungen gingen jedoch an ihr vorbei. Ihr Filmdebüt hatte sie 1964 mit Die Unersättlichen. Ihr Rollenspektrum reichte von der Komödiantin zu schwierigen psychologischen Studien.
Von 1962 bis 1965 war sie mit ihrem Kollegen James Farentino verheiratet. 1966 ehelichte sie den Schauspieler George Peppard; aus dieser Ehe ging 1968 ihr einziges Kind Christian hervor. 1972 erfolgte die Scheidung. Ihre dritte Ehe mit James Michael McCarthy dauerte von 1976 bis 1981.

## Filmografie
Spielfilme
- 1964: Die Unersättlichen (The Carpetbaggers)
- 1965: Das Narrenschiff (Ship of Fools)
- 1965: Der dritte Tag (The Third Day)
- 1969: The Skirts of Happy Chance (Fernsehfilm)
- 1969: The File on Devlin (Fernsehfilm)
- 1971: Harpy (Fernsehfilm)
- 1971: The Marriage of a Young Stockbroker
- 1971: The Face of Fear (Fernsehfilm)
- 1972: Nightfall – Stimmen der Angst (When Michael Calls, Fernsehfilm)
- 1972: Second Chance (Fernsehfilm)
- 1972: Die 250.000-Dollar-Puppe (The Heist, Fernsehfilm)
- 1972: Your Money or Your Wife (Fernsehfilm)
- 1973: Der Westentaschen-Cowboy (Paperback Hero)
- 1973: Der sechs Millionen Dollar Mann – Das Erpressersyndikat (The Six Million Dollar Man: Solid Gold Kidnapping, Fernsehfilm)
- 1974: Der Bulle von Hongkong – Das Geheimnis der 7 goldenen Nadeln (Golden Needles)
- 1975: Rancho Deluxe
- 1975: 33 Grad im Schatten (92 in the Shade)
- 1976: One of My Wives Is Missing (Fernsehfilm)
- 1976: Der Supermann des Wilden Westens (The Great Scout & Cathouse Thursday)
- 1977: The War Between the Tates (Fernsehfilm)
- 1978: Coma
- 1978: Tom and Joann (Fernsehfilm)
- 1978: Feuer aus dem All (A Fire in the Sky, Fernsehfilm)
- 1980: “L” ist nicht nur Liebe (Windows)
- 1980: Gypsy Angels
- 1981: Ich brauche einen Erben (Paternity)
- 1982: Das Idol (Split Image)
- 1983: Obsession – Die dunkle Seite des Ruhms (Svengali, Fernsehfilm)
- 1984: Er ist gefeuert – Sie ist geheuert (He’s Fired, She’s Hired, Fernsehfilm)
- 1986: Höllenfahrt nach Lordsburg (Stagecoach) (Fernsehfilm)
- 1987: Warm Hearts, Cold Feet (Fernsehfilm)
- 1987: Society (The Two Mrs. Grenvilles, Fernsehfilm)
- 1987: Schlappe Bullen beißen nicht (Dragnet)
- 1988: Vampire’s Kiss
- 1988: Scharfe Kurven (Dangerous Curves)
- 1989: Ein Leben für die Liebe (Pasión de hombre)
- 1990: Der tiefe Sumpf des Südens (Blue Bayou, Fernsehfilm)
- 1991: Reason for Living: The Jill Ireland Story (Fernsehfilm)
- 1991: Verfluchte Liebe (Love and Curses... And All That Jazz, Fernsehfilm)
- 1992: Ich will meine Kinder zurück! (In the Best Interest of the Children, Fernsehfilm)
- 1993: Ein Käfig voller Pfauen (Harnessing Peacocks, Fernsehfilm)
- 1995: Mallrats
- 1996: Shoot the Moon
- 1997: Sleeping Together
- 1998: Happiness
- 1998: Ticket to Love (Just the Ticket)
- 2000: Labor Pains – Ausgerechnet ein Baby (Labor Pains)
- 2000: Home Sweet Hoboken
- 2002: Hey Arnold! The Movie
- 2007: The Cake Eaters
- 2017: Just Getting Started
- 2018: Ocean’s 8

Fernsehserien
- 1960: The DuPont Show of the Month (eine Folge)
- 1961: Preston & Preston (The Defenders, eine Folge)
- 1961, 1963: The United States Steel Hour (zwei Folgen)
- 1962: The Nurses (eine Folge)
- 1962: Ben Casey (eine Folge)
- 1963: Route 66 (eine Folge)
- 1963: Sam Benedict (eine Folge)
- 1963: Stoney Burke (eine Folge)
- 1966: Wettlauf mit dem Tod (Run for Your Life, eine Folge)
- 1966: Hawk (eine Folge)
- 1970: Love, American Style (eine Folge)
- 1970: Medical Center (eine Folge)
- 1970: Die Leute von der Shiloh Ranch (The Virginian, eine Folge)
- 1971: Nachdenkliche Geschichten (Insight, eine Folge)
- 1971, 1973: Kobra, übernehmen Sie (Mission: Impossible, zwei Folgen)
- 1972: Ghost Story (eine Folge)
- 1973: Der Magier (The Magician, eine Folge)
- 1973: Police Story (eine Folge)
- 1974: Mannix (eine Folge)
- 1974: Der Chef (Ironside, eine Folge)
- 1974: FBI (The F.B.I., eine Folge)
- 1975: Lincoln (Miniserie, eine Folge)
- 1977: Eine amerikanische Familie (Family, eine Folge)
- 1982: Freedom to Speak (Miniserie)
- 1985: Love Boat (The Love Boat, zwei Folgen)
- 1985: Cagney & Lacey (eine Folge)
- 1985: Der Hitchhiker (The Hitchhiker, eine Folge)
- 1987: Miami Vice (eine Folge)
- 1988: Eisenhower & Lutz (eine Folge)
- 1989: Alfred Hitchcock Presents (Alfred Hitchcock Presentsv, eine Folge)
- 1989: B.L. Stryker (eine Folge)
- 1989: Hunter (eine Folge)
- 1989: American Playwrights Theater: The One-Acts (eine Folge)
- 1989, 1995: Mord ist ihr Hobby (Murder, She Wrote, zwei Folgen)
- 1990: Another World
- 1990–1994: Daddy schafft uns alle (Evening Shade, 97 Folgen)
- 1993: Die Larry Sanders Show (The Larry Sanders Show, eine Folge)
- 1994: In der Hitze der Nacht (In the Heat of the Night, eine Folge)
- 1994: Law & Order (eine Folge)
- 1995: Die Freibeuterinnen (The Buccaneers, Miniserie, fünf Folgen)
- 1995: Burkes Gesetz (Burke’s Law, eine Folge)
- 1995: Women of the House (eine Folge)
- 1995: Ein Hauch von Himmel (Touched By An Angel, eine Folge)
- 1996: Immer Ärger mit Dave (Dave’s World, eine Folge)
- 1996: All My Children (drei Folgen)
- 1996: Big Easy – Straßen der Sünde (The Big Easy, eine Folge)
- 1996–1997: Caroline in the City (zwei Folgen)
- 1996, 1998: Hey Arnold! (zwei Folgen, Stimme)
- 1997: Ruth Rendell Mysteries (eine Folge)
- 1999: Homicide (Homicide: Life on the Street, eine Folge)
- 1999: Law & Order: Special Victims Unit (eine Folge)
- 2010–2013: Treme (14 Folgen)
- seit 2019: Matrjoschka (Russian Doll)